# Orchestre philharmonique de Sofia
L'Orchestre philharmonique de Sofia, aussi connu internationalement sous le nom de Sofia Philharmonic Orchestra, est un orchestre symphonique bulgare fondé en 1893, basé à Sofia.

## Historique
l'Orchestre philharmonique de Sofia est le premier orchestre symphonique professionnel de Bulgarie,.
L'orchestre compte 70 musiciens à l'origine et s'appelle jusqu'en 1935 « Orchestre symphonique académique », puis, de 1936 à 1944, « Orchestre symphonique royal militaire ».
Depuis 1944, il est orchestre d'état, et est constitué aujourd'hui d'un effectif de 110 musiciens.
Depuis 2017, le directeur musical de l'orchestre est Nayden Todorov.
Il est hébergé au sein de la Philharmonie de Sofia, qui accueille à ses côtés des ensembles de musique de chambre et le Chœur philharmonique national.
L'Orchestre philharmonique de Sofia s'est produit en tournée en Amérique du Nord, en Amérique centrale, en Asie et en Europe, et a enregistré pour les labels Balkanton, Gega New (Bulgarie), Elan, Capriccio/Delta, Pentagon, Frequenz, Koch et Supraphon, l'intégrale des symphonies de Mahler (15 CD, Capriccio/Delta), des œuvres de Brahms et de Scriabine, ainsi que les concertos pour piano de Beethoven, la Symphonie alpestre de Richard Strauss, le Concerto pour orchestre et Le Mandarin merveilleux de Bartók, notamment.

## Chefs permanents
Comme chefs permanents, se sont succédé à la tête de la formation :
- Sacha Popov (1928-1956)
- Constantin Iliev
- Vladi Simeonov
- Dobrin Petkov
- Dimitar Manolov (1972-1978)
- Yordan Dafoc (1981-1985)
- Emil Tabakov (1987-2000 ; directeur artistique entre 1998 et 2000)
- Julian Kovachev (2000-)
- Nayden Todorov
- Dian Tchobanov
- Martin Pantaleev (2011-)
- Nayden Todorov (depuis 2017)

## Créations
L'orchestre a créé plusieurs partitions de Marin Goleminov (Symphonie no 1, 1963 ; Symphonie no 2, 1968), Dimiter Hristov (Symphonie en deux parties, op. 7, 1959 ; Symphonie no 2, 1966), Constantin Iliev (Symphonie no 3, 1967 ; Fragments, 1968), Simeon Pironkov (Musique nocturne, 1968) et Pantcho Vladiguerov (Poème juif, 1952 ; Poème dramatique, 1956).